# Sammy Williams
Sammy Williams (* 18. November 1948 in Trenton, New Jersey; † 17. März 2018 in Hollywood) war ein US-amerikanischer Schauspieler und Tänzer.

## Leben
Williams besuchte die Steinert High School und ging 1967 nach New York City. Er absolvierte eine Ausbildung zum Schauspieler und Tänzer.
Williams erhielt zwischen 1968 und 1972 Rollen in den Musicals The Happy Time und Applause. 1975 erhielt er die Rolle des Tänzers Paul in dem Musical A Chorus Line, für die er 1976 mit dem Tony Award als Bester Nebendarsteller in einem Musical ausgezeichnet wurde. Im 1976 erschienenen Film Demon (Originaltitel God Told Me To) von Larry Cohen spielt er die Rolle des Harold Gormann. In späteren Jahren war er als Florist in Los Angeles tätig.

## Auszeichnungen und Preise (Auswahl)
- 1976: Tony Award/Bester Nebendarsteller in einem Musical